# Новумбра
Новумбра (лат. Novumbra hubbsi) — вид лучепёрых рыб единственный представитель рода новумбр (Novumbra) из семейства щуковых, ранее относили к семейству умбровых. Распространён в пресных водах западной части штата Вашингтон, США.

## Описание
В отличие от коричнево-чёрных даллий новумбра имеет красивую синюю окраску. В спинном плавнике 12—15 мягких лучей, в анальном плавнике 11—13 мягких лучей, в грудном плавнике 18—23 луча. Достигает длины 8 см, обычно 5,5 см.

## Распространение
Обитает в западной части штата Вашингтон: в бассейнах рек Дешут, Чехалис и некоторых рек на полуострове Олимпик. 

## Образ жизни
Проживает в низовьях реки.  Предпочитает области с илом и плотной растительностью, и замечательно переносит недостаток кислорода в воде. Питается личинками, икрой рыб и мелкими беспозвоночными.